# Grambach
Grambach är en ort i Österrike. Den ligger i kommunen Raaba-Grambach i förbundslandet Steiermark. Orten var till och med 2014 en egen kommun.